# Proyecciones D.R.F.E.
Proyecciones D.R.F.E. era el nombre de una empresa colombiana fundada por Carlos Alfredo Suárez y que operaba bajo un esquema piramidal. Hace parte de la Crisis de las Pirámides. En un principio se presentaba como una empresa de inversiones, D.R.F.E. (Dinero Rápido, Fácil y Efectivo) no estaba sometida a la inspección y vigilancia de la Superintendencia Financiera de Colombia y, por lo tanto, no estaba autorizada para captar recursos del público.

## Tamaño
Según Carlos Alfredo Suárez, DRFE contaba con seis millones de afiliados, y entre sus clientes estaban altos oficiales de la policía y el ejército colombianos, así como políticos (entre ellos un Representante a la Cámara por Nariño que admitió a los medios que su familia -incluida su esposa- perdió unos 50 millones de pesos -25.000 dólares- en DRFE) y miembros de la farándula.
Según la Superintendencia DRFE solo por las sucursales de las ciudades de San Juan de Pasto, Cali, Popayán y Santander de Quilichao, captó, entre abril y septiembre del 2008, más de 400 mil millones de pesos (unos 181 millones de dólares) a través de 94 mil operaciones de recaudo aproximadamente.

### Sedes
La empresa tenía su sede principal en San Juan de Pasto (Nariño) y contaba con otros establecimientos de comercio abiertos en varias localidades, para un total de 69 sedes en Colombia, que incluyen:
Nariño
Túquerres, Samaniego, Taminango, Consacá, Guaitarilla, La Unión, Leiva, Policarpa, Buesaco, Sandoná, La Cruz, Tangua, Chachagüí, Ipiales, Pupiales, El Tambo, La Florida, Tumaco, Nariño, Yacuanquer, Ricaurte y Gualmatán;
Putumayo
Sibundoy, Mocoa, Puerto Asís, La Hormiga, Puerto Leguízamo, Villa Garzón y Orito;
Valle del Cauca
Cali, Palmira, Bugalagrande, Candelaria, Caicedonia;
Cauca
Popayán, El Bordo, Santander de Quilichao, Balboa;
HuilaNeiva, Pitalito, Garzón;
Quindío
Armenia, Calarcá;
Risaralda
Pereira, Dosquebradas;
TolimaIbagué;
CaldasLa Dorada;
CundinamarcaFusagasugá y
Norte de SantanderCúcuta.

## Escándalo de las "pirámides"
El dueño de la empresa, Carlos Alfredo Suárez, causó un caos económico en el sur de Colombia provocado al hacerse insostenible su esquema piramidal conocido como esquema Ponzi. Un día después de los disturbios que se presentaron en algunas ciudades de Colombia La gente salió a las calles protestando, los unos a favor de esta empresa y apoyando a su Gerente Carlos Alfredo Suárez, y los otros denigrando de él y su pirámide exigiendo el reintegro de sus dineros aun violentamente mediante la quema de sucursales y tratando de linchar algunos de los funcionarios de la pirámide.
"El caos económico se apoderó de Nariño tras la desaparición de varias empresas captadoras de dinero que de un momento a otro se esfumaron dejando incertidumbre entre sus ahorradores.
Al hacerse insostenible la empresa, sus directivos aumentaron el interés a un extraordinario ciento cincuenta por ciento con el fin de extender la duración de la pirámide; se suspendieron los pagos desde el primero de noviembre de 2008 hasta el 11 de noviembre del mismo año y solo se recibían aportes, lo que llevó a la crisis de confianza. Antes de reanudarse los pagos; Carlos Alfredo Suárez se retractó del ofrecimiento de ciento cincuenta por ciento, reduciéndolo a la mitad e intentó obligar a los inversionistas a reinvertir el interés ganado; esto, sumado a la oleada de estafas que ocurrían por esos días, precipitó a las gente a retirar sus ahorros, quedando al descubierto el engaño. El gobierno nacional intervino por decreto presidencial todas las empresas captadoras de este tipo, lo que llevó al desconcierto de todos sus afiliados, que luego repercutiría en una crisis nacional, por la mala administración de los dineros incautados.

## Cifras de la estafa
Según la información, de solicitudes de reintegro de dinero realizadas por las personas afectadas, publicada por la Superintendencia de Sociedades de Colombia, al sumar los valores aprobados y rechazados encontramos que el valor captado fue de 2 billones 909 mil millones de pesos, reconocieron capital e intereses por 2 billones 295 mil millones de pesos, quedando un saldo de 613.974 millones de pesos. El valor incautado fue de 190.900 millones en efectivo y 12.000 millones en bienes, para un total recuperado de 202.900 millones,  de lo que se deduce que el dinero no recuperado por los estafados fue de 411.074 millones de pesos. Valor cercado a medio billón de pesos. Los valores anteriores no incluyen las condicionadas porque en esa lista no aparecen valores, sumando esos valores las cifras se incrementan.